# Ascalenia viviparella
Ascalenia viviparella — вид лускокрилих комах родини розкішних вузькокрилих молей (Cosmopterigidae).

## Поширення
Вид поширений в Східній Європі та Середній Азії від Криму на схід до Уральських гір та Монголії і на південь до Афганістану та Ірану., Трапляється у пустелях та напівпустелях.

## Опис
Розмах крил 7,5-9,5 мм. Тіло сіро-коричневого забарвлення. Передні крила сіро-коричневі зі світло-сірими цятками. На 3/4 довжини переднього крила є неправильна зигзагоподібна перев'язь світло-сірого кольору. Апікальна область переднього крила теж забарвлена в світло-сірий колір. Задні крила повністю світло-сірі.

## Спосіб життя
Імаго трапляються впродовж всього року. Буває два покоління за рік. Гусениці живляться пагонами джузгуна (Calligonum). Зимують імаго в норах гризунів.